# プリモルスキ

プリモルスキ
Приморски

プリモルスキ（ブルガリア語:Приморски / Primorski）はブルガリア北東部の都市・ヴァルナの区。ヴァルナの一部を構成する。ヴァルナ湖の北側、ヴァルナ自治体の北東部の海岸地帯の一角を占めている。ブルガリアの都市の区としてはソフィアのリュリン区、ムラドスト区に次いで人口が多い。
ヴァルナの中心部を占めるオデソス区から北に、海岸に沿って広がっており、海洋公園（Морска градина / Morska gradina）があるほか、ゴールデン・サンズ（Златни пясъци / Zlatni pyasatsi）、聖コンスタンティン・エレナ（Св. св. Константин и Елена / Sv. sv. Konstantin i Elena）、チャイカ（Чайка / Chaika）といったリゾート地が含まれる。

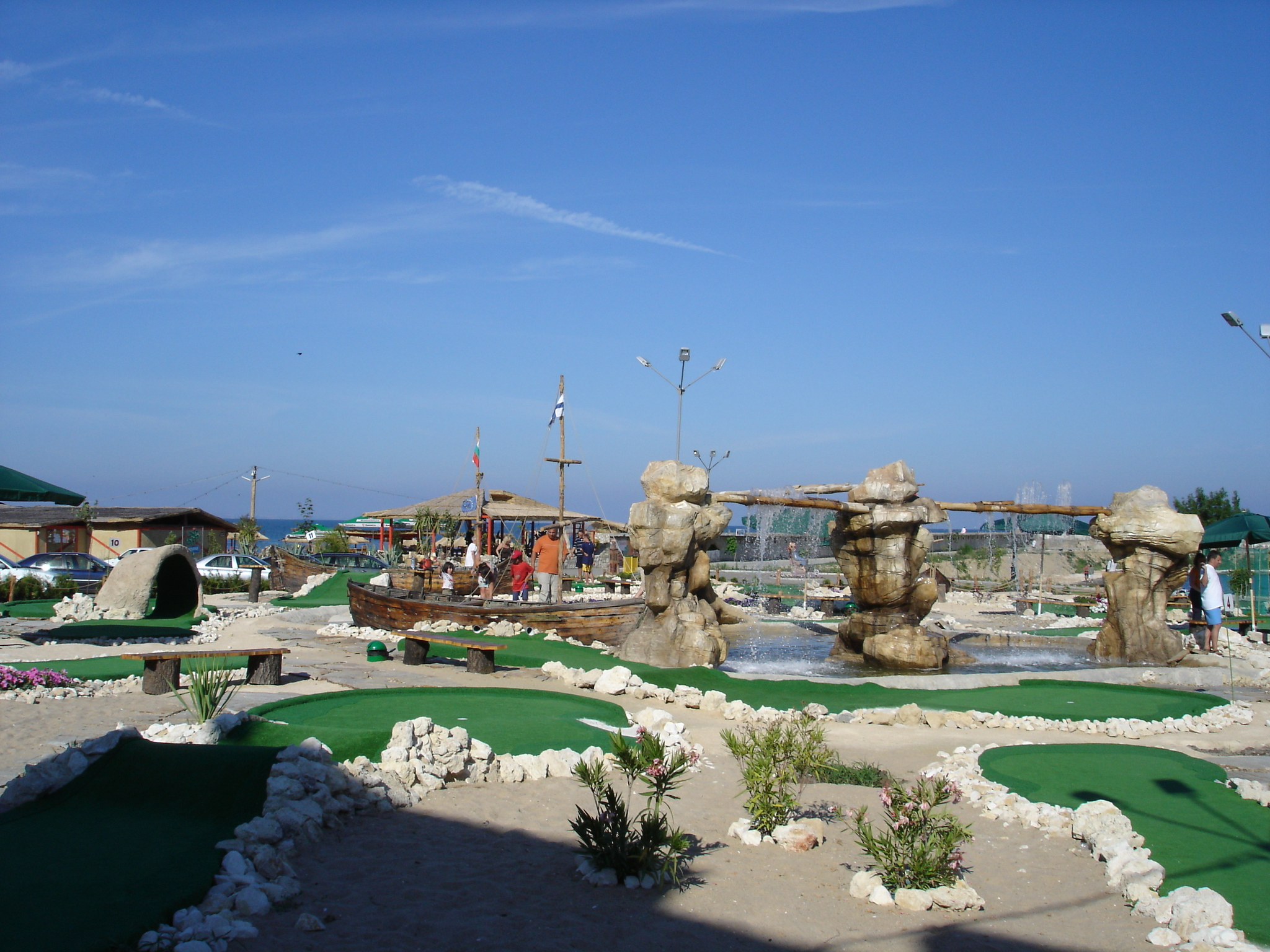
ゴールデン・サンズのミニ・ゴルフ場